# Bossòst
Bossòst (španělsky Bosost) je španělská obec v Údolí Arán, v západní části autonomní oblasti Katalánsko. Žije zde přibližně 1 100 obyvatel.